# 박신영 (바둑 기사)
박신영(朴伸英, 2003년 3월 12일 ~ )은 대한민국의 바둑 기사다.

## 약력
경기도 의정부 출신으로 8세 경에 방과후바둑 프로그램을 통해 바둑에 입문했다. 충암바둑도장에서 공부를 했고, 2015년 한국기원 연구생으로 선발되어 본격적으로 프로바둑 입문을 준비했다.
2021년 4월, 2020 연구생 내신 입단대회를 통해 프로바둑에 입단했다. 같은 해 11월, 2단으로 승단했다. 2022년 제7기 미래의 별 신예최강전 결승에서 한우진 3단을 상대로 승리하여 우승을 차지했고, 3단으로 승단했다. 2023년 4단으로 승단했다.